# Spittelmarkt
De Spittelmarkt is een historisch plein in het Berlijnse stadsdeel  Mitte aan het oostelijke einde van de Leipziger Straße, op de westoever van het Spreekanaal.
De volgende straten beginnen aan de Spittelmarkt:
- Gertraudenstraße (Gertraudenbrücke)
- Wallstraße
- Seydelstraße
- Beuthstraße
- Axel-Springer-Straße
- Leipziger Straße
- Niederwallstraße

De metrolijn U2 stopt onder het plein in het metrostation Spittelmarkt.
De vroegere marktplaats tussen het Fischerinsel en het oostelijke einde van de Leipziger Straße ontstond na het slopen van de vestingsmuren. Het aldus ontstane verkeersknooppunt van Alt-Berlin bleef als plein met zijn bebouwing bestaan tot de Tweede Wereldoorlog.
Het klooster van Sint-Gertrudis bouwde rond 1400 op deze plaats een huis met kapel voor adellijke jonge dames, dat later dienstdeed als hospitaal. Het "Gertraudenhospital" werd later (in 1872) wegens plaatsgebrek verhuisd naar Kreuzberg. De naam Spittelmarkt en Spittelkirche zijn afgeleid van "Gertrauden-Hospital" (Hospital → Spital → Spittel).
Tijdens de Tweede Wereldoorlog werden het plein en de omliggende gebouwen zwaar beschadigd. Na de oorlog werden de omgeving van de Spittelmarkt zonder referenties naar de oude situatie herbouwd. Door deze stedenbouwkundige reconstructie is de levendigheid van de Spittelmarkt zo goed als verloren gegaan.

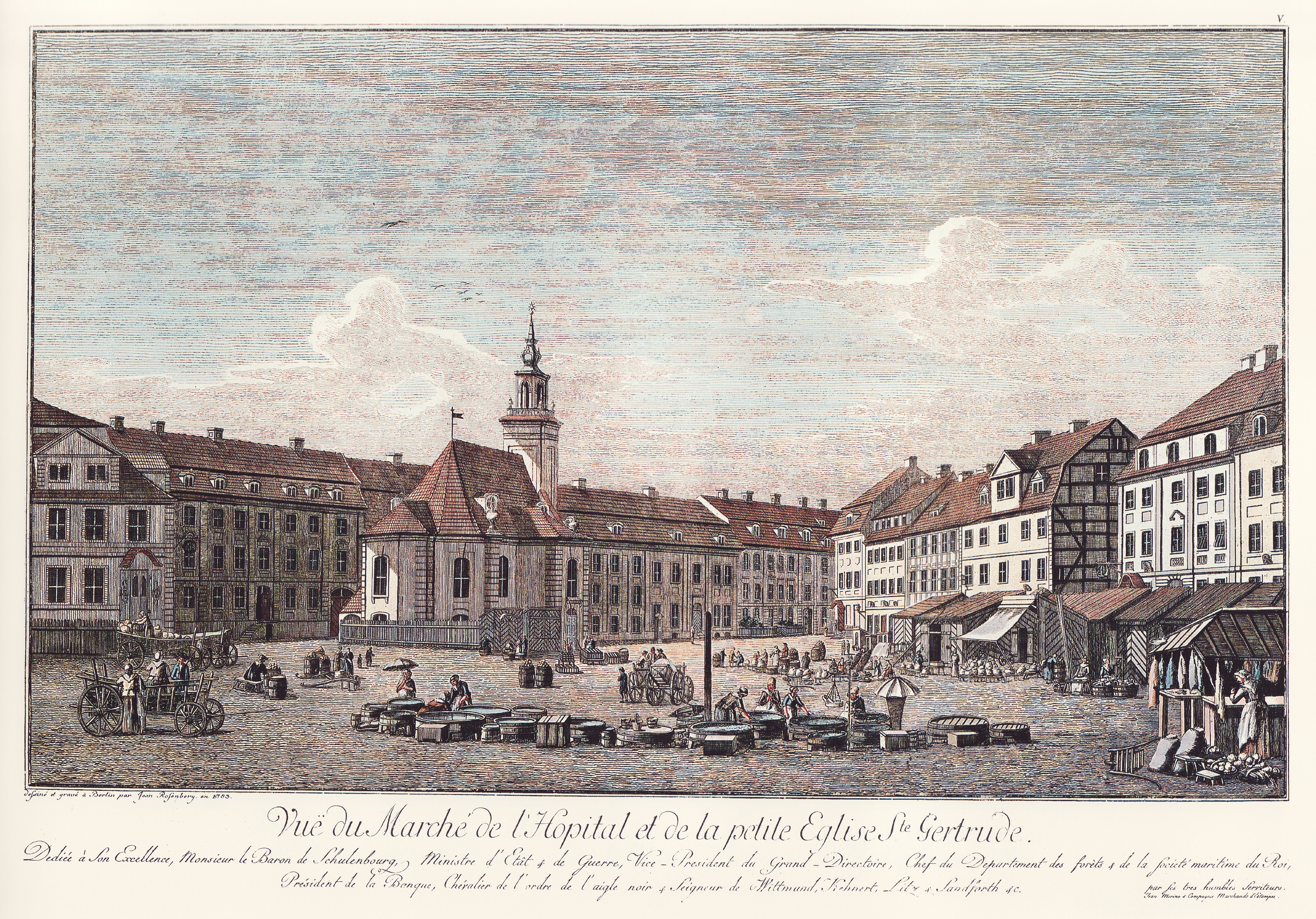
Spittelmarkt in 1783 (Johann Georg Rosenberg)
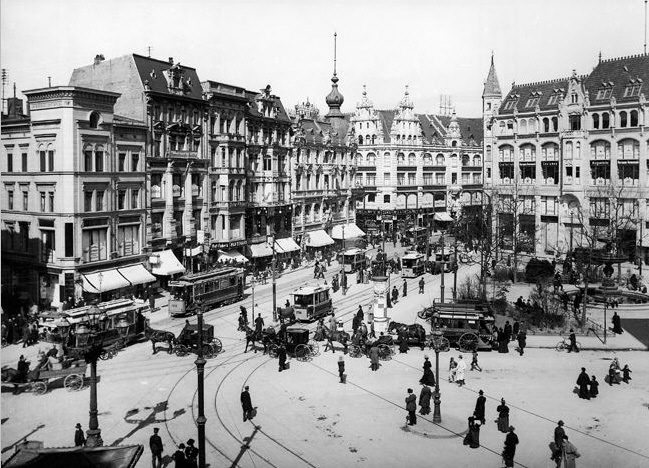
Spittelmarkt rond 1896
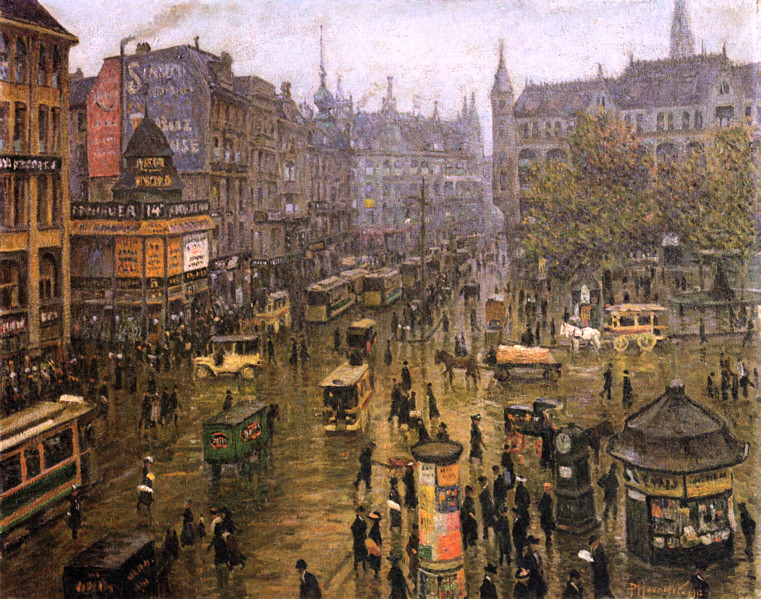
Spittelmarkt in 1912 (Paul Höniger)